# Мерциг-Вадерн (район)
Мерциг-Вадерн (нім. Merzig-Wadern) — район в Німеччині, в складі федеральної землі Саар. Адміністративний центр — місто Мерциг.

## Населення
Населення району становить 103 426 осіб (станом на 31 грудня 2021).

## Адміністративний поділ
Район складається з 5 громад (нім. Gemeinden) та 2 міст (нім. Städte):
| Міста (населення)                     | Громади (населення)                                                                                      |
| ------------------------------------- | --- |
| 1. Вадерн (15 697) 2. Мерциг (29 609) | 1. Беккінген (14 923) 2. Вайскірхен (6298) 3. Лосгайм-ам-Зе (15 983) 4. Меттлах (12 044) 5. Перль (8872) |

Дані про населення наведені станом на 31 грудня 2021.